# Гурин, Василий Терентьевич
Василий Терентьевич Гурин (1919-1943) — сержант Рабоче-крестьянской Красной Армии, участник Великой Отечественной войны, Герой Советского Союза (1944).

## Биография
Родился 26 января 1919 года в селе Терещенки (ныне — Белопольский район Сумской области Украины) в крестьянской семье. Окончил семь классов школы, после чего работал в колхозе. 
В 1939 году был призван на службу в Рабоче-крестьянскую Красную Армию. С августа 1943 года — на фронтах Великой Отечественной войны, в звании сержанта командовал орудием 1346-го зенитного артиллерийского полка 21-й зенитной артиллерийской дивизии 47-й армии Воронежского фронта. Только за август 1943 года в боях за освобождение Сумской и Полтавской областей Украинской ССР он вместе со своим расчётом сбил четыре вражеских самолёта. Отличился во время битвы за Днепр.
7 октября 1943 года расчёт под командованием Василия Гурина переправился через Днепр в районе села Студенец Каневского района Черкасской области Украинской ССР и прикрывал зенитным огнём переправу советских частей от авианалётов противника. Когда 14 октября 1943 года на бомбардировку переправы противник бросил 33 самолёта, весь расчёт вышел из строя, и тогда Василий Гурин, ведя огонь в одиночку, сбил один из бомбардировщиков. В этом же бою погиб. 
Похоронен в братской могиле в селе Бучак Каневского района Черкасской области.
Указом Президиума Верховного Совета СССР «О присвоении звания Героя Советского Союза офицерскому и сержантскому составу артиллерии Красной Армии» от 9 февраля 1944 года за «образцовое выполнение боевых заданий командования на фронте борьбы с немецкими захватчиками и проявленные при этом отвагу и геройство» был удостоен посмертно высокого звания Героя Советского Союза. Также был награждён орденом Ленина и медалью «За отвагу».